# Хилл, Дэйна
Дэйна Хилл (англ. Dana Hill; урождённая Дэйна Линн Гетц (англ. Dana Lynne Goetz); 6 мая 1964 — 15 июля 1996) — американская актриса. Наиболее известна по роли Одри Грисволд в фильме «Европейские каникулы», озвучиванию Макса Гуфа в мультсериале «Гуфи и его команда», а также по фильмам «Как аукнется, так и откликнется» и «Кросс-Крик».

## Биография
Дэйна Линн Гетц родилась в Лос-Анджелесе Калифорния, в семье Сэнди Хилл и Теодора Артура «Теда» Гетца, директора по рекламе. Диагноз диабета I типа в раннем возрасте положил конец её спортивной карьере. В статье 1982 года в журнале People сообщается, что Хилл в возрасте 10 лет заняла третье место в общенациональном беге на 880 ярдов и четвёртое — в беге на милю. Через несколько недель она потеряла сознание на трассе, в результате чего ей поставили медицинский диагноз. Диабет повлиял на её рост и вызвал проблемы со здоровьем на всю жизнь.
Несмотря на протесты отца, Хилл сначала работала в рекламе (её первая работа была в 1973 году в рекламе YMCA, когда она крутила на пальце баскетбольный мяч). Чтобы избежать проявления кумовства, она взяла в качестве псевдонима девичью фамилию матери и начала делать первые шаги в актёрской карьере. Она появилась в гостевых ролях в таких сериалах, как «Семья», «Морк и Минди» и других. В 1981 году она получила роль Габриель «Габби» Галлахер в сериале «Двое из нас». Во время съёмок этого сериала 17-летнюю Хилл иногда останавливала полиция по дороге в студию, потому что она выглядела слишком молодой, чтобы водить машину.
Прорыв в карьере Хилл произошёл в 1981 году, когда она снялась в телефильме «Падший ангел». 17-летняя Хилл сыграла 12-летнюю жертву домогательств Дженнифер Филлипс, эта роль принесла ей премию «Молодой актёр» в номинации «Лучшая молодая актриса в телефильме». Также Хилл участвовала в качестве звёздного гостя на игровом шоу Тома Кеннеди Body Language.
Продюсеры фильма 1983 года «Каникулы» планировали снимать его продолжение, но Энтони Майкл Холл отказался вернуться к роли роль сына Расти Грисволда, вместо этого отправившись на съёмки фильма «Ох уж эта наука!». Продюсеры решили взять на роли обоих детей Грисволда других актёров, и поэтому в фильме «Европейские каникулы» Хилл заменила Дану Бэррон, которая играла Одри в первом фильме.
С 1987 года Хилл занималась озвучиванием детских мультфильмов и мультсериалов. Так, её голосом говорят Танк Мадлфут в мультсериале «Чёрный Плащ», Макс в мультсериале «Гуфи и его команда», мышонок Джерри в мультфильме «Том и Джерри: Фильм» и Чарльз Дакмен в мультсериале «Дакмен».
В мае 1996 года Хилл впала в диабетическую кому, а в следующем месяце перенесла обширный паралитический инсульт. 15 июля 1996 года Хилл умерла в возрасте 32 лет.

## Фильмография

### Кино и телевидение
| Год       |     | Русское название                            | Оригинальное название                | Роль                          |
| --------- | --- | ------------------------------------------- | ------------------------------------ | ----------------------------- |
| 1978      | с   | Морк и Минди                                | Mork & Mindy                         | девочка-скаут                 |
| 1979      | тф  | Шоу Пола Уильямса                           | The Paul Williams Show               | Дебби                         |
| 1979      | тф  | Гнездо Фезерстоуна                          | Featherstone's Nest                  | Кортни Фезерстоун             |
| 1979      | с   | Французский атлантический роман             | The French Atlantic Affair           | Мэгги Джой                    |
| 1980      | тф  | Мечта за 5,20 доллара в час                 | The $5.20 an Hour Dream              | Ким Лиссик                    |
| 1980      | тф  | Дети, которые слишком много знали           | The Kids Who Knew Too Much           | Фокси Купер                   |
| 1980      | с   | Специальный выпуск ABC после школы          | ABC Afterschool Special              | Мишель Мадд                   |
| 1980      | с   | Семья                                       | Family                               | Марта                         |
| 1981      | ф   | Падший ангел                                | Fallen Angel                         | Дженнифер Филлипс             |
| 1981—1982 | с   | Двое из нас                                 | The Two of Us                        | Габриэль «Габби» Галлахер     |
| 1982      | ф   | Как аукнется, так и откликнется             | Shoot the Moon                       | Шерри Данлеп                  |
| 1982      | тф  | Участник свадьбы                            | The Member of the Wedding            | Фрэнки Аддамс                 |
| 1982      | с   | Каскадёры                                   | The Fall Guy                         | Либби                         |
| 1983      | ф   | Кросс-Крик                                  | Cross Creek                          | Элли Тёрнер                   |
| 1983      | с   | Каскадёры                                   | The Fall Guy                         | Кэсси Фаррадей                |
| 1983      | с   | Частный детектив Магнум                     | Magnum, P.I.                         | Вилли                         |
| 1983      | кор | Бранаган и Мейпс                            | Branagan and Mapes                   | Гасси Мейпс                   |
| 1984      | с   | Специальный выпуск CBS на школьные каникулы | CBS Schoolbreak Special              | Джеральдин «Джеллибин» Оксли  |
| 1984      | тф  | Безмолвие сердца                            | Silence of the Heart                 | Синди Льюис                   |
| 1984      | с   | Театр сказок                                | Faerie Tale Theatre                  | принцесса Аманда              |
| 1985      | ф   | В ожидании действия                         | Waiting to Act                       | Дана                          |
| 1985      | ф   | Европейские каникулы                        | National Lampoon's European Vacation | Одри Гризволд                 |
| 1985      | с   | Театр сказок                                | Faerie Tale Theatre                  | приглашённый собеседник       |
| 1986      | с   | Каскадёры                                   | The Fall Guy                         | неудачник                     |
| 1986      | тф  | Пикник                                      | Picnic                               | Милли Оуэнс                   |
| 1986      | тф  | Боевая академия                             | Combat Academy                       | кадет-сержант Андреа Притчетт |
| 1990      | с   | Сахар и специи                              | Sugar and Spice                      | Джинджер                      |
| 1991      | тф  | Окончательный вердикт                       | Final Verdict                        | Фрэнси                        |

### Озвучивание
| Год       |     | Русское название                                           | Оригинальное название                     | Роль                                 |
| --------- | --- | ---------------------------------------------------------- | ----------------------------------------- | ------------------------------------ |
| 1987      | мс  | Щенки из приюта                                            | Pound Puppies                             | Тутс / Колин                         |
| 1987—1988 | мс  | Новые приключения Могучей Мыши                             | Mighty Mouse: The New Adventures          | мышь-сирота Скреппи                  |
| 1988      | мф  | Специальный выпуск от детей-Флинстоунов «Просто скажи нет» | The Flintstone Kids' Just Say No Special  | Стоуни                               |
| 1988      | мс  | Приключения Рэггеди Энн и Энди                             | The Adventures of Raggedy Ann & Andy      | тряпичная собака                     |
| 1988      | мс  | Фантастический Макс                                        | Fantastic Max                             | XS                                   |
| 1989      | кор | Марвин, ребенок года                                       | Marvin, Baby of the Year                  | Марвин Миллер                        |
| 1989—1991 | мс  | Приключения мишек Гамми                                    | Adventures of the Gummi Bears             | Бадди Гамми                          |
| 1990      | мф  | Джетсоны: Фильм                                            | Jetsons: The Movie                        | Тедди-2                              |
| 1990      | мс  | Мир Бобби                                                  | Bobby's World                             | Марки                                |
| 1990—1991 | мс  | Виджит спешит на помощь                                    | Widget                                    | Кевин                                |
| 1991      | мф  | Ровер Дэнджерфилд                                          | Rover Dangerfield                         | Дэнни                                |
| 1991      | мс  | Чёрный Плащ                                                | Darkwing Duck                             | Танк Мадлфут                         |
| 1991      | мс  | Легенда о принце Валианте                                  | The Legend of Prince Valiant              | Молодой Валиант                      |
| 1991—1994 | мс  | Ох уж эти детки!                                           | Rugrats                                   | различные персонажи                  |
| 1992      | мф  | Том и Джерри: Фильм                                        | Tom and Jerry: The Movie                  | Джерри Маус                          |
| 1992      | тф  | Пи Джей Спарклз                                            | P.J. Sparkles                             | Спаркс                               |
| 1992      | мс  | Черепашки-ниндзя                                           | Teenage Mutant Ninja Turtles              | Фостер Фенвик                        |
| 1992—1993 | мс  | Гуфи и его команда                                         | Goof Troop                                | Макс Гуф                             |
| 1993      | мс  | Чокнутый                                                   | Bonkers                                   | Тимми                                |
| 1994      | мс  | Бетховен                                                   | Beethoven                                 | Тимми / Хулиган                      |
| 1994—1997 | мс  | Дакмэн                                                     | Duckman                                   | Чарльз                               |
| 1995—1996 | мс  | Что за беспорядок                                          | What-a-Mess                               | Нортон / архиепископ Кентерберийский |
| 1996      | мс  | Хот-род-доги и крутые автомобильные коты                   | The Hot Rod Dogs and Cool Car Cats        | Хот Род                              |
| 1996      | мс  | Приключения из книги добродетелей                          | Adventures from the Book of Virtues       | Джо Харпер                           |
| 1996      | мс  | Каспер, который живёт под крышей                           | The Spooktacular New Adventures of Casper | маленький Уилли Винкл                |